# Súbeme la radio
 (septembre 2018).
Singles de Enrique Iglesias
Duele el Corazón
(2016) El baño
(2018)
Singles par Descemer Bueno
El Problema Es El Amor
(2017) Como El Agua
(2017)
Singles par Zion & Lennox
Otra Vez
(2016) Mi Tesoro
(2017)
Singles par Jacob Forever
Yo Abajo Y Tú Arriba
(2017) El Bombo
(2017)
Singles par CNCO
Hey DJ
(2017) Reggaetón Lento (Bailemos) [English Remix]
(2017)
Singles par Sean Paul
To Mi Thing
(2017) Rolling
(2017)
Singles par Matt Terry
When Christmas Comes Around
(2016) Sucker For You
(2017)
Singles par Gilberto Santa Rosa
El Callao De Fiesta
(2016) El Amor De Los Amores
(2018)
Singles par Anselmo Ralph
Todo Teu
(2016) Não Posso
(2018)
Singles par Zé Felipe
Tá Sobrando Popô
(2018) Banheira De Espuma
(2018)
Singles par Rotem Cohen
Palavra
(2017) A vida (Que A Gente Levar)
(2018)
Súbeme la radio est une chanson qui a été publiée le 24 février 2017 et qui est chantée dans le genre pop latin par Enrique Iglesias. 
Descemer Bueno a composé cette chanson avec Enrique Iglesias, ainsi que la chanson Bailando. Le single contient la participation du duo portoricain Zion & Lennox.

## Contexte
Plusieurs remixes ont été commandés pour la sortie de Súbeme la Radio, dont un avec le chanteur cubain Jacob Forever remplaçant Zion & Lennox, un autre remix invitant un groupe de pop-boys latino-américains CNCO et une version salsa de la chanson enregistrée avec le chanteur portoricain Gilberto Santa Rosa. Une version Spanglish mettant en vedette le chanteur jamaïcain Sean Paul, remplaçant Descemer Bueno et Zion & Lennox, a également été publié. 

## Liste des titres
| 1. | Súbeme la radio (featuring Descemer Bueno et Zion & Lennox) | 3:28 |

| 1. | Súbeme la radio (featuring Descemer Bueno et Jacob Forever) | 3:27 |

| 1. | Súbeme la radio (featuring Descemer Bueno et CNCO) | 3:24 |

| 1. | Súbeme la radio (featuring Sean Paul) | 3:27 |

| 1. | Súbeme la radio (featuring Sean Paul et Matt Terry) | 3:27 |

| 1. | Súbeme la radio (featuring Descemer Bueno, Zion & Lennox et Gilberto Santa Rosa) | 3:59 |

| 1. | Súbeme la radio (featuring Descemer Bueno, Anselmo Ralph, Zé Felipe et Ender Thomas) | 3:27 |

| 1. | Súbeme la radio (featuring Descemer Bueno, Rotem Cohen et Zion & Lennox) | 3:27 |